# Димо Димов (р. 1982)
Димо Владимиров Димов е български политик и юрист, кмет на община Провадия от партия ГЕРБ (от 2023 г.).

## Биография
Роден е на 2 септември 1982 г. в Провадия, Народна република България. Учи в I ОУ „Христо Смирненски“ в родния си град, след това продължава образованието си в V гимназия с преподаване на чужди езици „Йоан Екзарх“ във Варна, която завършва през 2001 г. с диплом за средно образование с разширено обучение на английски и френски език. През 2005 г. завършва висше образование степен „бакалавър“ по специалност „Международен туризъм“ в Икономически университет – Варна, а по-късно се дипломира с магистърска степен – първо по специалност „Право“, а след това специалност „Кръгова икономика“ във Варненския свободен университет. Устройва се да живее със семейството си в село Кривня, община Провадия.
През 2008 г. започва работа като управляващ партньор във фирма „Медиа лаб“ ООД, а през 2014 г. във фирма „Атриа инвест“ ООД.

## Политическа дейност
През 2015 г. е избран за общински съветник в Провадия. През 2019 г. е избран за председател на Общинския съвет в града. Става член на Националната асоциация на председателите на общински съвети в Република България.